# Эротическая компьютерная игра
Эротическая компьютерная игра — жанр компьютерных игр. В играх этого жанра имеется эротическое содержание (подобно эротическим фильмам), поэтому эти игры предназначены для взрослой аудитории.

## Типичные сценарии
Некоторые сценарии компьютерных эротических игр:
- Игры на раздевание. Целью этих игр является выполнение игроком заданий, в результате чего на экране демонстрируются эротические сцены различной степени откровенности. Чаще всего это фотография девушки, которая либо постепенно обнажается при переходе по уровням, либо фотография складывается в виде мозаики.
- Игры — имитаторы знакомств. Целью игры является соблазнение компьютерного персонажа посредством приёмов из реальной жизни. В начале игры уровень доверия к играющему со стороны компьютерной имитации реального партнёра низкий. По ходу игры, в соответствии с её правилами, игрок должен повышать уровень доверия, который чаще всего отображается на экране числом или шкалой. После достижения определённого уровня игрок считается победителем.
- Эротические приключения. В этих играх пользователь погружается в виртуальную реальность и живёт жизнью своего персонажа на экране компьютера. Цель игры определяется её сценарием, например разгадка какой-то тайны. При этом сюжет подобных игр акцентирован на эротике и сексе.
- Аркадные эротические игры. Смысл их в том, чтобы, выполняя простые с точки зрения приложения умственных усилий, но требующие определённой сноровки действия, достигнуть заданного целью игры результата. Например — управлять движением по экрану шарика, выбивая им различные фигуры и зарабатывая на этом очки. Естественно, оформление и сюжет этих игр тоже носят эротический оттенок.
- Хентай-игры (эроге). Игры, выполненные в японском стиле хентай. Могут представлять собой сценки эротического и порно содержания с элементами раздевания, соблазнения и аркады. Часто такие игры выпускаются в формате Flash. Также, достаточно большое распространение среди хентай-игр получили так называемые визуальные новеллы, которые по сути своей гораздо ближе к манге, но, тем не менее, считаются компьютерными играми…
- Карточные игры. Эти эротические игры отличаются от обычных тем, что за победу игрок получает не виртуальные баллы или деньги, а соперник, как правило, с себя снимает элемент одежды. Игра продолжается до полного раздевания.
- Симуляторы секса — игры, в которых игрок имитирует половой акт, меняя разные позы или темп секса. Цель игры — как можно скорее достигнуть виртуального оргазма.[источник не указан 1651 день]